# منطقه تاریخی ایروینگتون (ایندیاناپلیس)
منطقه تاریخی ایروینگتون (انگلیسی: Irvington Historic District) که بعداً به نام واشینگتن اروینگ نامگذاری گردید، منطقه‌ای تاریخی در ایندیاناپلیس است. ایروینگتون منطقه‌ای به مساحت ۲۲۱ هکتار است که در سال ۱۹۷۸ در فهرست ثبت ملی اماکن تاریخی قرار گرفت. در آن سال، این ناحیه از ۲۳۷۳ ساختمان و ۵ سازه دیگر و ۲ سایت محلی برخوردار بود.

## تاریخچه
این شهر که در سال ۱۸۷۰ توسط سیلوستر جانسون و جیکوب جولیان بنا شده و در ابتدا به عنوان حومه ایندیاناپلیس شناخته می‌شد، در امتداد جاده‌های پر پیچ و خم خاکی و آجری قرار داشت و انعکاس و چشم‌اندازی از طراحی سبک دوران رمانتیک را نشان می‌داد، ایروینگتون در ابتدا حومه آرامی بود که در آن هنرمندان، سیاستمداران، ژنرال‌های نظامی، دانشگاهیان و سران صنایع محلی ساکن بودند و در سال ۱۹۰۲ به ایندیاناپلیس ضمیمه شد.
موقعیت این شهر در ۸ کیلومتری شرق مرکز شهر ایندیاناپلیس در حاشیه غربی شهرک وارن و در خیابان واشینگتن واقع شده‌است و یک مسیر جاده ملی تاریخی است که مسیر US40 نیز قبلاً در امتداد آن قرار داشت. در اوایل دهه ۱۹۰۰، یک سیستم قطار برقی سریع‌السیر از ایروینگتون تا مرکز شهر ایندیاناپلیس در امتداد شاهراه ۴۰ ایالتی آمریکا حرکت می‌کرد.
ایروینگتون بزرگ‌ترین منطقه تاریخی حفاظت شده محلی در ایندیاناپلیس است. این منطقه از حدود ۲۸۰۰ ساختمان و نزدیک به ۱۶۰۰ قطعه زمین تشکیل شده‌است. هفتاد و هشت درصد از خانه‌های این منطقه قبل از سال ۱۹۶۰ ساخته شده بودند. طرح این منطقه تاریخی در سال ۲۰۰۱ با کوشش شورای جامعه تاریخی و درخواست از ساکنان، توسط کمیسیون حفظ آثار تاریخی با سرپرستی اتحادیه ایندیاناپلیس در ۴ اکتبر ۲۰۰۶ به تصویب رسید.

## دانشگاه باتلر
از سال ۱۸۷۵ تا ۱۹۲۸، دانشگاه باتلر در ایروینگتون تأسیس شد. دانشگاه باتلر، ایروینگتون را به یک جامعه دانشگاهی تبدیل کرد. محوطه دانشگاه در گوشه جنوب غربی ایروینگتون، بین راه‌آهن پنسیلوانیا و خط راه‌آهن بالتیمور- اوهایو قرار داشت. ساختمان‌های آن شامل: ساختمان اصلی (۱۸۷۵)، ساختمان علوم (۱۸۹۲)، آسایشگاه زنان (دهه ۱۸۸۰)، کتابخانه یادبود بونا تامپسون (۱۹۰۳، که امروزه به عنوان مرکز یادبود بونا تامپسون شناخته می‌شود) و تالار ورزشی جنگ جهانی اول می‌باشد.

## مناسبت‌ها
ایروینگتون یک منطقه مسکونی خانوادگی است. در طول سال، چندین جشنواره در جامعه برگزار می‌شود که به دوستان و همسایگان این امکان را می‌دهد تا گردهمایی مشترک داشته باشند.
برای بیش از ۱۰ سال، انجمن تاریخی ایروینگتون میزبان یک مراسم اجتماعی بستنی و نمایش هنری و موسیقی برای جذب همسایه‌ها در مرکز یادبود بونا تامپسون بوده‌است. تا به این ترتیب آن‌ها بتوانند دربارهٔ تاریخچه ایروینگتون اطلاعات بیشتری کسب کرده و از کتابخانه بازدید کنند. کلوب شبانه باغ ملی ایروینگتون رویدادهای سالانه‌ای را برای نشان دادن باغ‌ها، خانه‌ها و هنر محلی برگزار می‌کند.

## هنر
ایروینگتون محل تولد و خانه تنها جنبش هنری تاریخی در مرکز ایندیانا و یک مکان خاص برای نامگذاری گروه ایروینگتون بود. این گروه از هنرمندان در دهه ۱۹۰۰ در ایروینگتون باهم ملاقات، تمرین و نمایش هنری داشتند. امروزه بسیاری از خانه‌ها و استودیوهای هنرمندان این گروه در سراسر جامعه ماندگار شده‌اند.

## کلیساها
جماعت‌های کلیسا با خانواده‌ها جدیدی شکل گرفت. یکی از قدیمی‌ترین آنها یک جماعت آفریقایی-آمریکایی به نام کلیسای باپتیست ایروینگتون است. این انجمن که در سال ۱۸۸۷ تشکیل شد، یکی از قدیمی‌ترین جماعت‌های آفریقایی-آمریکایی در شهرستان ماریون بود. جماعت‌های کلیساهای دیگری مانند کلیسای مسیحی خیابان داونی اول در ساختمان اصلی دانشگاه باتلر ملاقات کردند و بعدها در دهه ۱۸۹۰ یک کلیسا ساختند. پروتستان‌ها برای تشکیل یک کلیسا در اوایل دهه ۱۹۰۰ گرد هم آمدند. کاتولیک‌ها در سال ۱۹۰۹ درخواست یک منطقه داشتند که به «بانوی لردهای ما» تبدیل شد. همه این مذاهب امروزه خانه‌های عبادتگاه‌های تاریخی و زیبای خود را حفظ کرده‌اند.

## معماری‌های تاریخی
ایروینگتون هم از نظر معماری و هم از نظر فرهنگی برای این منطقه قابل توجه است. معماری این منطقه سبک‌های مختلف معماری آمریکایی از ۱۸۷۰ تا ۱۹۵۰ را به خود اختصاص داده‌است، از جمله سبک ایتالیایی‌مآب، امپراتوری دوم فرانسه، معماری نئوگوتیک، ملکه آن و معماری دوران بازسازی استعماری و نوسازی تودور.

## نگارخانه

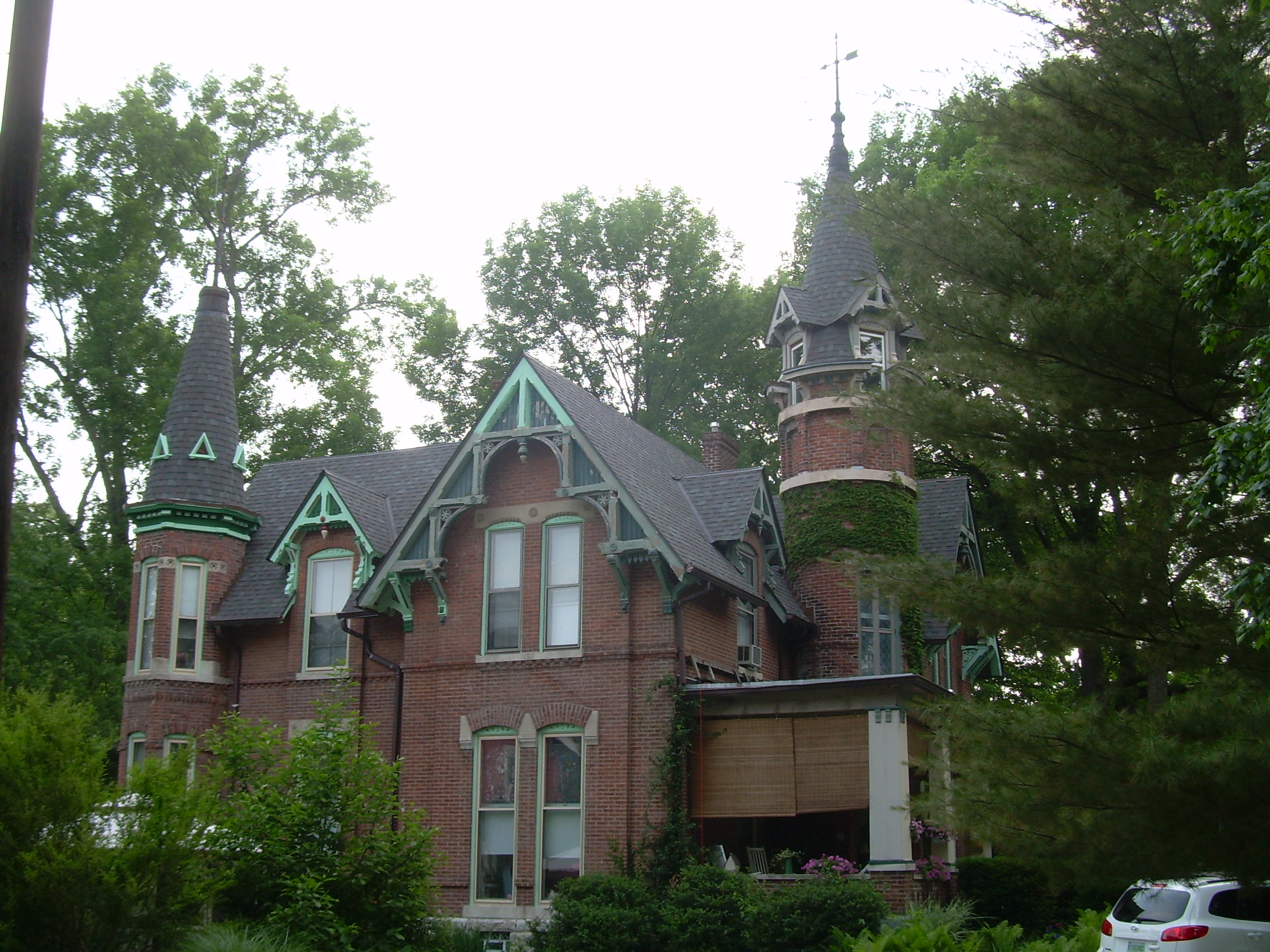
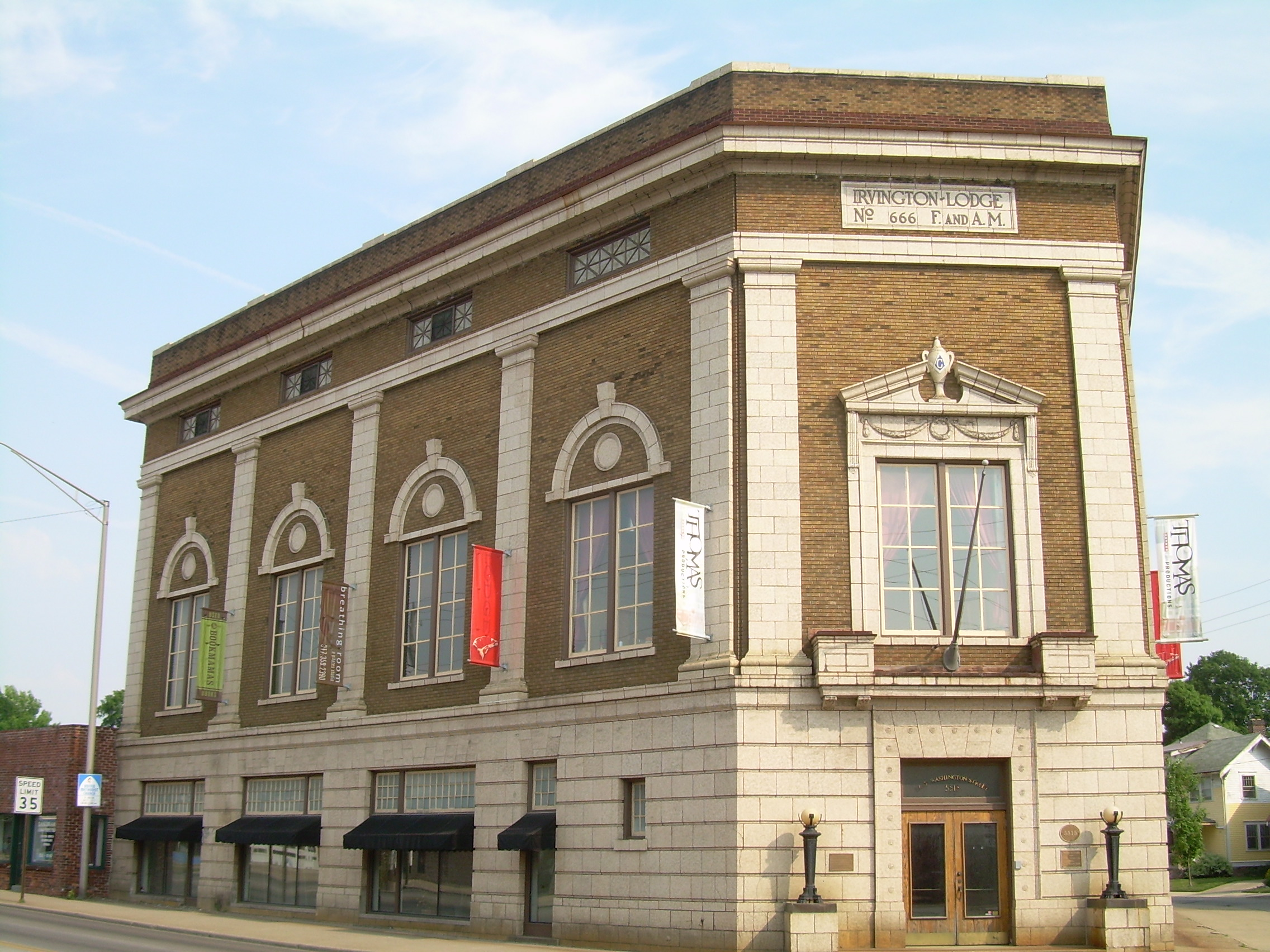
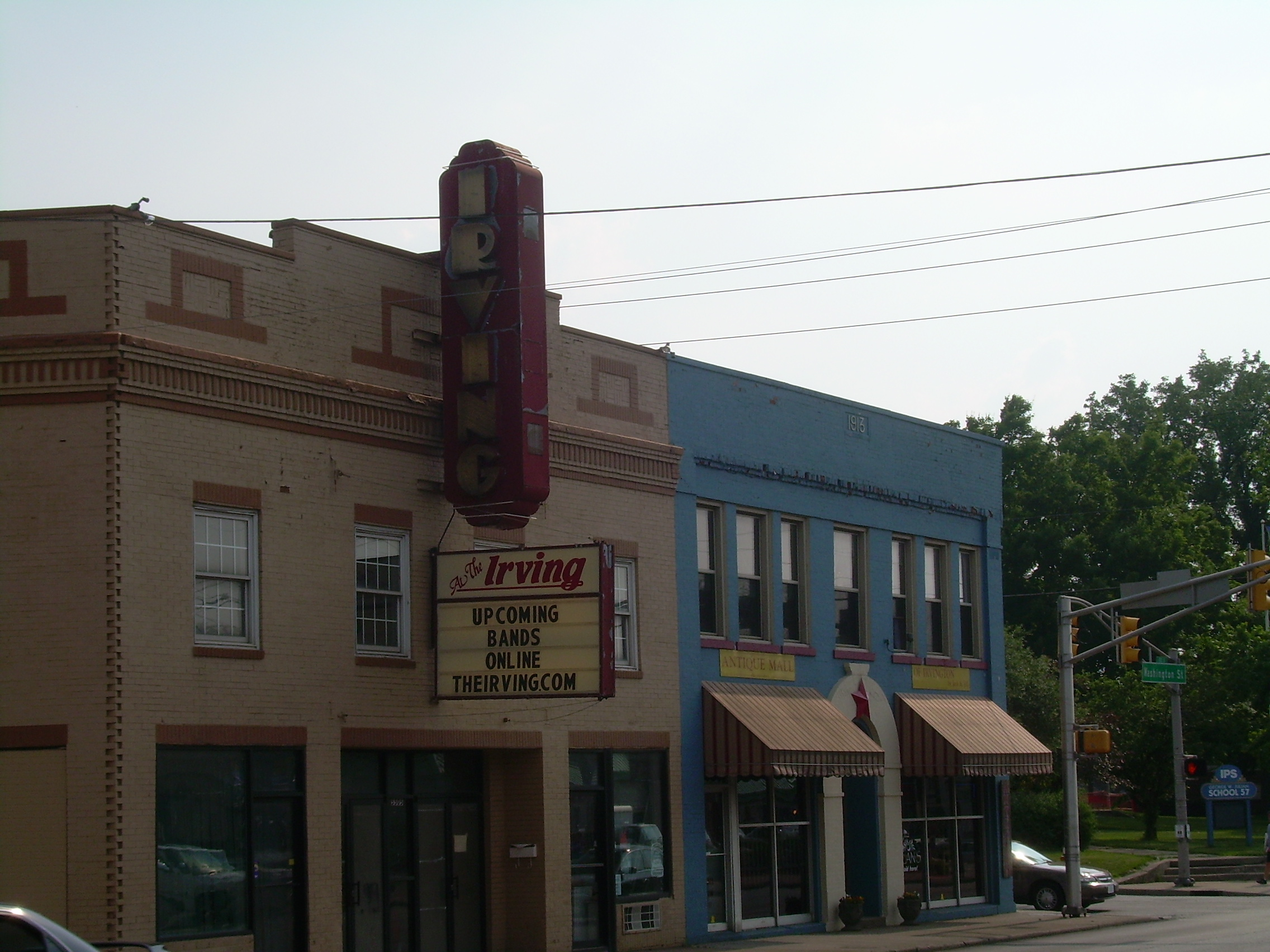
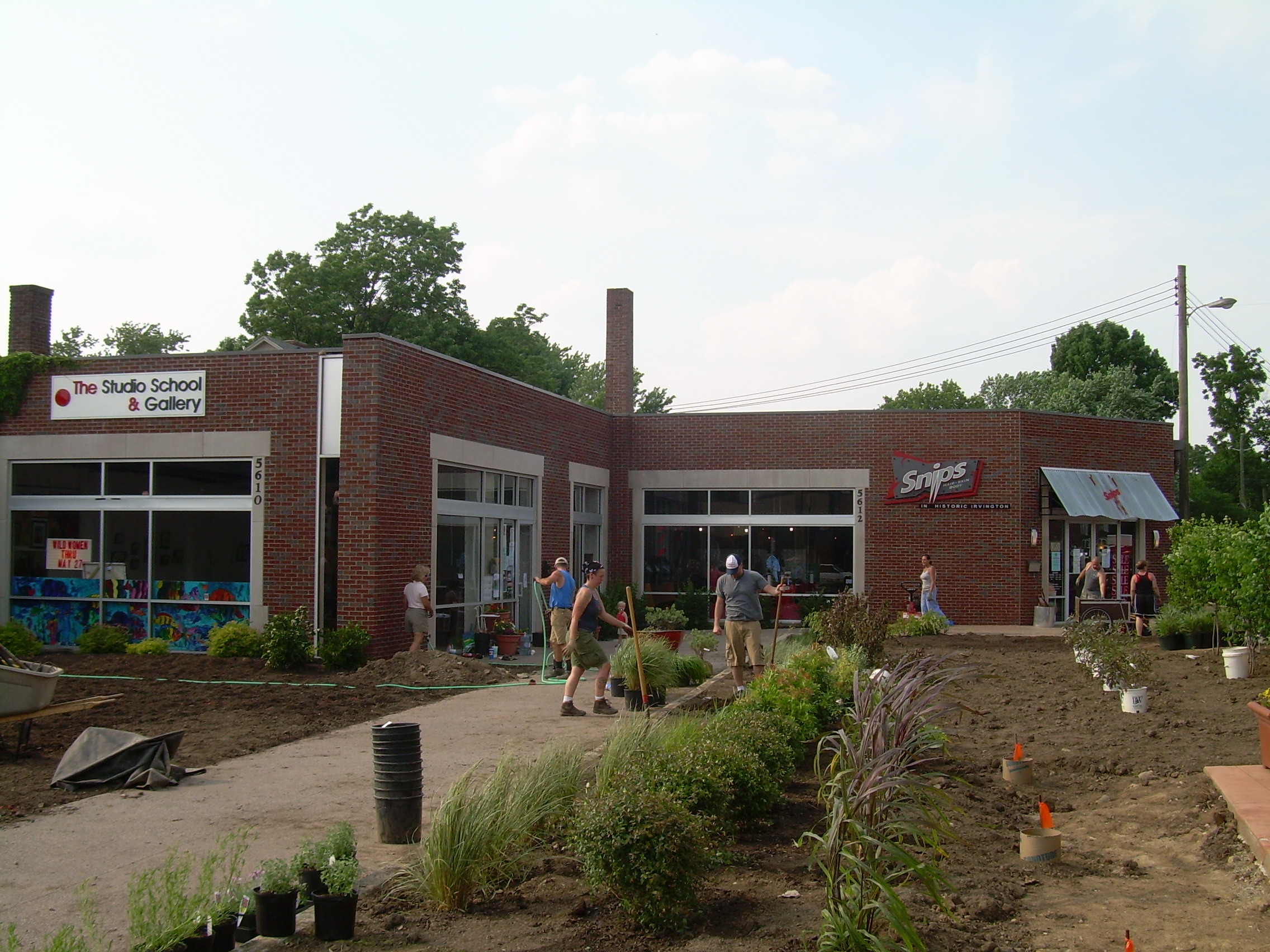
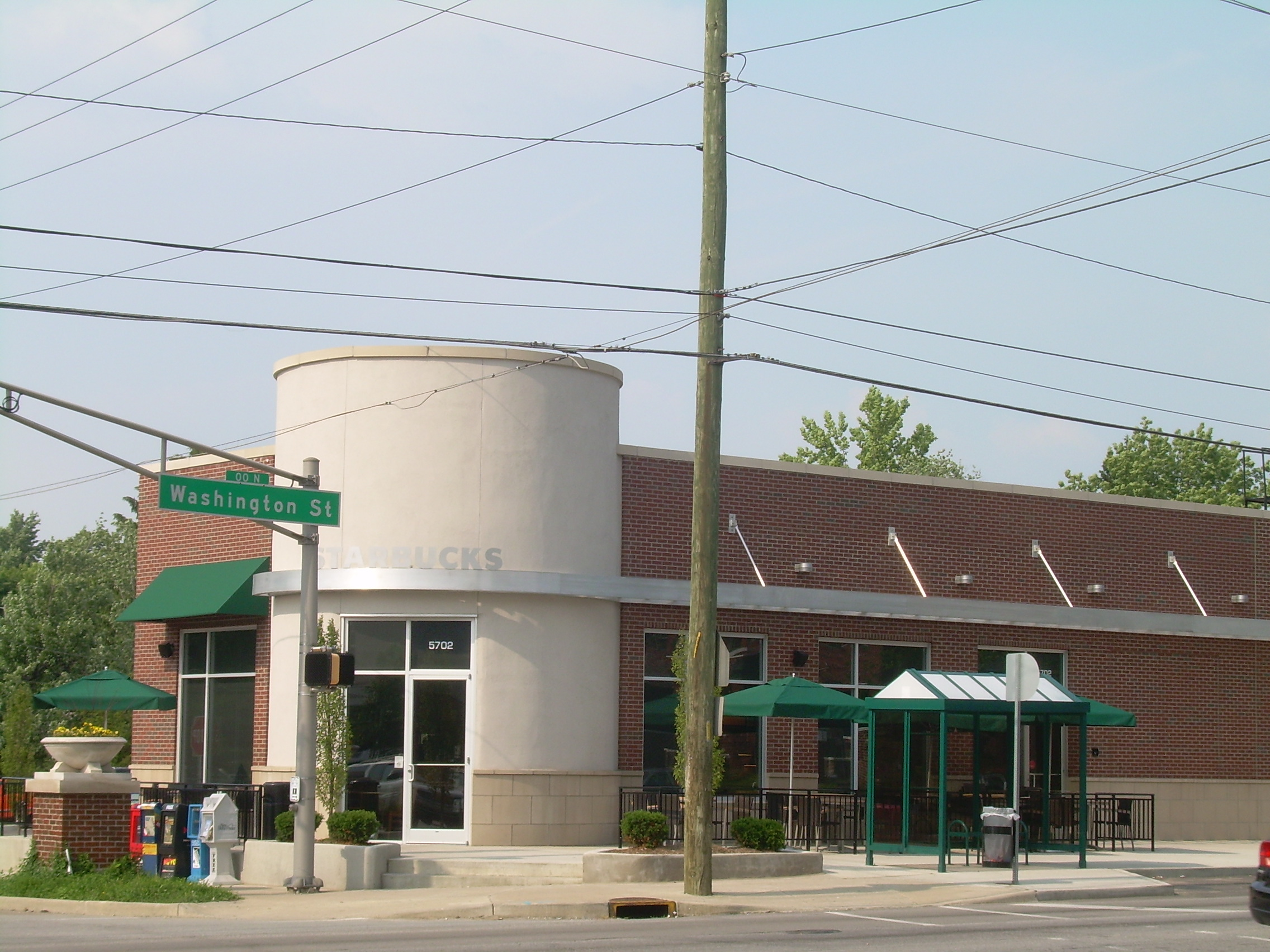
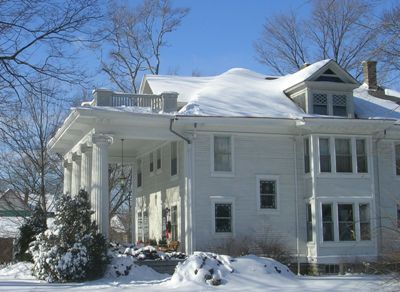
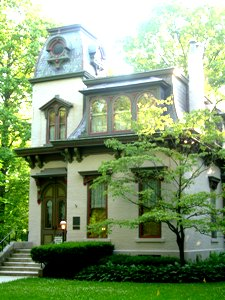